# Protowissenschaft
Protowissenschaft (von griechisch πρώτος prótos, deutsch ‚erster‘) ist ein 1970 vom Wissenschaftshistoriker Thomas Samuel Kuhn eingeführter Begriff, mit dem er Lehren bezeichnet, die sich in einem vorwissenschaftlichen Stadium befinden und noch nicht zu einer reifen Wissenschaft entwickelt haben. Obwohl sie noch viele Eigenschaften mit Pseudowissenschaften gemein haben können und auch oft von einem Kordon aus solchen umgeben sind, besitzen sie das Potenzial, sich zu wissenschaftlich anerkannten Theorien zu entwickeln. Es besteht jedoch auch die Möglichkeit, dass sie sich als Irrtümer herausstellen.

## Protowissenschaften nach Kuhn
Nach Kuhn ist der Hauptunterschied zwischen Protowissenschaft und anerkannter Wissenschaft das fehlende allgemein akzeptierte Paradigma, ein Rahmen, der die Normalwissenschaft ermöglicht: Das Lösen von Forschungsproblemen (Rätsellösen). Gerade dieses Rätsellösen ist für Kuhn eine wesentliche Eigenschaft der Wissenschaften.
Eine Protowissenschaft erreicht den Status einer anerkannten Wissenschaft, wenn sie Normalwissenschaft ermöglicht. Da die Wissenschaft ihre Arbeitsweise oft dem zu studierenden Phänomen anpassen muss, sind die entstehenden Hypothesen vage und die Methodik erst in einer Entwicklung begriffen.

## Beispiele für Protowissenschaften

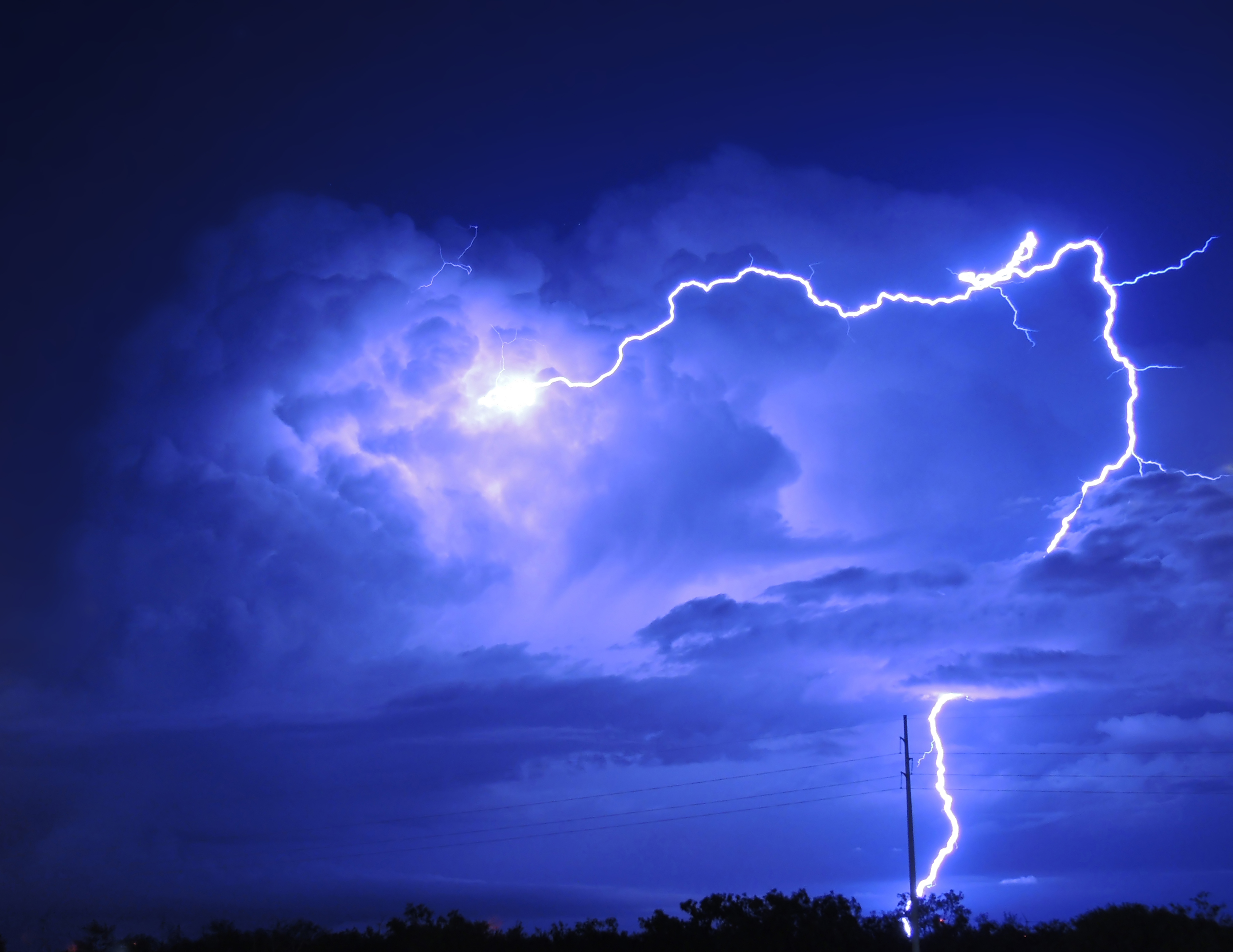
Blitze als archaische Wahrnehmung der Elektrizität

Kuhn führte als Beispiele für Protowissenschaften die Chemie und Elektrizität vor der Mitte des 18. Jahrhunderts, Vererbungslehre und Stammesgeschichte vor der Mitte des 19. Jahrhunderts und die allgemeine Lage bei den Sozialwissenschaften zu seiner Zeit an.
Michael Devitt hat für die Suche nach Identifikationskriterien natürlicher Arten (z. B. von Schmerzempfindungen) formuliert, dass wir uns dabei oftmals im Status einer Protowissenschaft befinden, wo eine verlässliche Theorie fehlt und stattdessen grundlegende Intuitionen und Expertenratschläge leitend sind.
Oft werden auch klassische philosophische Theorieversuche, etwa die Farbtheorie John Lockes oder die Naturerklärungen von Aristoteles, als Protowissenschaft bezeichnet.
Husserl hatte in etwas anderem als dem von Kuhn gemeinten Sinne die Phänomenologie als eine beschreibende Protowissenschaft konzipiert, die grundlegende Typen intentionaler Objekte und Akte ausmache, worauf dann systematisches Wissen aufbauen könne.

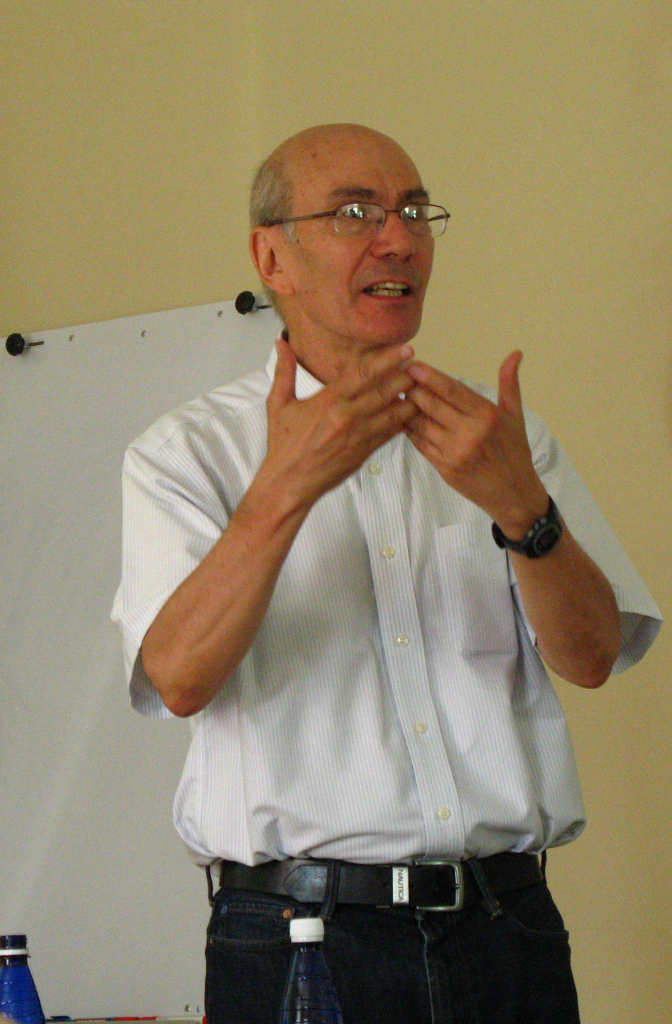
Stephen Stich

In jüngeren wissenschaftstheoretischen Debatten werden gerne die Hintergrundannahmen der Alltagspsychologie (folk psychology) und bestimmter Theorieskizzen der Philosophie des Geistes, u. a. Referenztheorien und Theorien einer Sprache des Geistes (language of thought) als "Protowissenschaft" tituliert, beispielsweise von Larry Hauser, Stephen Stich, David Papineau, Michael McGinn u. a. Eliminativisten vertreten dabei die Ansicht, dass die Psychologie angeblich nur den Status einer Protowissenschaft besäße, weswegen sie in eine neurobiologisch fundierte Naturwissenschaft zu überführen sei. Mentalistische Grundbegriffe der Alltagspsychologie wie „Meinung“, „Wunsch“, „Empfindung“ usw. könnten dann auf materialistische Begriffe reduziert werden. Jedoch ist diese Ansicht nach wie vor sehr umstritten. Auch naturalistische Theorievorschläge werden natürlich oftmals als protowissenschaftlich bezeichnet, insofern sie noch nicht in gleicher Weise ausgearbeitet sind, wie man dies von anderen modernen Theorien verlangt, so beispielsweise die von Richard Dawkins so genannte Memetik.